# سيرجيو بيريز (لاعب كرة قاعدة)
سيرجيو بيريز (بالإنجليزية: Sergio Pérez)‏ هو لاعب كرة قاعدة أمريكي، ولد في 5 ديسمبر 1984 في تامبا في الولايات المتحدة.

## وصلات خارجية
- سيرجيو بيريز على موقع دوري كرة القاعدة الرئيسي (الإنجليزية)
- سيرجيو بيريز على موقعبيزبول رفرنس.كوم (الدوري الثانوي) (الإنجليزية)